# Nearctaphis crataegifoliae
Nearctaphis crataegifoliae är en insektsart som först beskrevs av Fitch 1851.  Nearctaphis crataegifoliae ingår i släktet Nearctaphis och familjen långrörsbladlöss.

## Underarter
Arten delas in i följande underarter:
- N. c. crataegifoliae
- N. c. occidentalis